# 共工星
共工（英語：Gonggong）（也作龔工、共工星），正式名称为225088 Gonggong，之前称为 (225088) 2007 OR10，是位於離散盤內的海王星外天体，获命名前曾是太阳系最大的未命名天体。它是已知的海王星外天體中體積第五大的，直徑約1,230公里左右，體積接近冥王星的衛星冥衛一，因此被分類為一顆矮行星。已知該天體擁有一顆衛星。2020年获命名为“共工”，即中国神话中的水神，其卫星则以共工的臣属相柳命名，按照太陽系天然衛星的中文譯名準則，這顆衛星稱為「共衛一」。

## 命名
共工是由加州理工學院的天文學家發現，該小行星的發現相關資訊成為米高·E·布朗的博士生梅格·史康瓦博（Meg E. Schwamb）博士論文的一部分。因為布朗認為該天體可能體積極大或非常亮而在該次巡天中被偵測到，並假設它的顏色是偏白色，而為該天體取暱稱「白雪公主」（Snow White）。但後來發現它是柯伊伯帶中最偏紅色的天體之一，只有创神星的偏紅程度可以與它相比，因此前述的暱稱也就不是那麼適合了。不過布朗的團隊仍將它稱為「第七個矮人」（seventh dwarf），因為創神星發現於2002年、賽德娜發現於2003年、妊神星和亡神星發現於2004年，而鳥神星和鬩神星發現於2005年。
共工获命名前曾是太陽系中尚未被正式命名的最大天體。2011年布朗認為他終於對該天體有足夠的資訊，因此決定給該天體一個正式名稱，因為該天體發現了水冰，並可能有甲烷存在，使它被認為是有研究價值的天體。不過，布朗直到2015年都還未提出一個命名的建議，即使他指出直到2017年每個人都可以提出命名的建議。
2019年，其发现者发起线上投票，提出三个备选名称：来自中国文化的“共工”、来自德国文化的“霍勒”，和来自北欧文化的“维利”。三个名称均为神话角色，符合国际天文联合会的命名要求。三个神话角色都与水、冰雪和红色相关，符合天体的特征，也都有与之相关的角色名可以用于其卫星。卫星的命名则是由发现者选择。
2019年5月29日，发现者团队收集了28万份投票得出结果。中国神话中的水神名称“共工”获得46%的投票，成为最终的名称。这一命名在提交国际天文联合会小天体命名委员会后获得批准。小行星中心于2020年2月5日正式公布命名。共工的卫星同时命名为相柳，即共工的臣属。

## 距離
共工大約在1857年到達近日點。它目前距離太陽87.5天文單位，並且相對太陽的軌道速度為每秒2.7公里，因此它是目前已知距離地球第三遠的太陽系大天體，僅次於103天文單位的V774104和96.3天文單位的阋神星，超過85.7天文單位的賽德娜。該天體在2013年以後和太陽的距離高於賽德娜，2045年以後將會比阋神星和賽德娜者兩者更遠離太陽，2130年它將到達遠日點。

## 絕對星等
行星和矮行星的絕對星等與天體的體積和反照率相關。共工的絕對星等是2.0等，因此是目前已知第五亮的海王星外天體，低於賽德娜的1.6等（直徑約1000公里），高於亡神星的2.3等（直徑約850公里）。
共工是目前已知最偏紅的海王星外天體之一。這可能是因為它表面的甲烷霜受到太陽光和宇宙射線照射而造成。

## 表面組成和大氣
共工的光譜顯示了水冰和甲烷的存在，因此與創神星的狀況類似。在共工和創神星表面發現紅色的甲烷霜暗示了這兩顆小天體存在正逐漸散逸入太空中的稀薄甲烷大氣層。雖然共工比創神星接近太陽，因此應會有較高的表面溫度使甲烷被蒸发進入太空，它較大的質量是可能保存大氣層的原因。水冰在共工的表面被發現也暗示它在早期歷史中有冰火山存在。

## 軌道半長軸和軌道週期
深度黃道巡天的資料顯示它是在和海王星軌道3:10共振的狀態下。小行星中心將它列為離散盤天體。共工是在賽德娜所在區域進行巡天時發現的。曾经的分类将所有与海王星共振的天体都归于柯伊伯带，但共工的轨道特征（除了共振）属于典型的離散盤天體，因此它将可能是第一个被确认的共振离散盘天体。
自1985年起至被發現前的影像資料中，共工已經被觀測到46次，並且其中7次是它位於衝的時候。
該天體最終於2009年1月7日正式宣布發現。
| 軌道共工的軌道和冥王星、阋神星相比較。 | 共振 共工的運動與海王星成3:10共振。 |

## 矮行星地位
如果一個海王星之外的矮行星候選者沒有軌道被精確測定的天然衛星，天文學家將無法直接計算它的質量以確定是否處於流體靜力平衡狀態。當時共工沒有已知的衛星，尚無法得知其質量。
基於2016年5月的體積推測，共工是已知第三大的矮行星，小於冥王星和阋神星，大於鳥神星、妊神星和穀神星，儘管誤差範圍和鳥神星重疊。國際天文聯會在共工宣布發現後尚未討論增加矮行星的可能性。布朗的個人網頁稱該天體「一定是矮行星，即使它主要以岩石構成」。斯科特·谢泼德等人於2011年相信該天體「可能」是矮行星，這是基於它的可能直徑下限（552公里），以及對低溫下由冰與岩石組成的天體流體靜力平衡條件的了解。共工因距離地球過遠，無法直接得知其直徑。布朗對共工的直徑範圍估計（1000－1500公里）是基於他的最佳擬合模型中假設的反照率，而這和赫雪爾太空望遠鏡觀測資料（1280±210 km）相符合。如果能精確測定它的衛星軌道，就可直接計算出它的質量；質量也是流體靜力平衡的一個重要因素。

## 衛星
2016年，天文學家分析哈伯太空望遠鏡於2010年拍攝的共工影像，發現它有一顆直徑約300公里，距離至少15000公里的衛星。該衛星於2016年10月17日美國天文學會行星科學部的會議（DPS48）上宣布發現。該衛星因體積過小，且表面亮度低，可能對矮行星體積估計造成影響。

## 外部連結
- Orbital simulation （页面存档备份，存于） from JPL (Java) / Horizons Ephemeris（页面存档备份，存于）
- 2007 OR10 Precovery Images （页面存档备份，存于）
- 2007 OR10 Minor planet designation number（页面存档备份，存于）
- The redemption of Snow White (Part 1) （页面存档备份，存于） (Mike Brown blog 9 Aug 2011)